# V-Disc
Unter V-Disc, einer Abkürzung für „Victory Disc“ (deutsch: „Schallplatten für den Sieg“), verstand man im und kurz nach dem Zweiten Weltkrieg Schallplatten der US-amerikanischen Streitkräfte, welche gängige Unterhaltungsmusik (wie Schlager, Tanzmusik, Swing von Gene Krupa, Artie Shaw, Fats Waller, Frank Sinatra und Glenn Miller) sowie Aufnahmen klassischer Werke enthielten und den GIs aus der Heimat als „Tornister-Ausgaben“ zur moralischen Stärkung übersandt wurden. Von Oktober 1943 bis Mai 1949 wurden acht Millionen 12-Zoll-Vinylit-Scheiben an die US-Streitkräfte im Einsatz geliefert.

## Geschichte und Bedeutung
Jede V-Disc trug ein patriotisches rot-weiß-blaues Etikett mit der strengen Warnung: „Diese Schallplatte ist Eigentum des Kriegsministeriums der Vereinigten Staaten und die Verwendung für Radio- oder kommerzielle Zwecke ist verboten.“ Während sowohl das US-Militär als auch die American Federation of Musicians (AFM) darauf bestanden, dass sie zerstört werden sollten, ignorierten dies jedoch Plattensammler. Dies erklärt, warum im Laufe der Jahrzehnte ein Teil dieses Materials auf Raubkopien auftauchte, die oft von fragwürdiger Qualität waren.
V-Discs waren während des gewerkschaftlichen „recording ban“ (August 1942 bis November 1944) in den USA die einzigen zugelassenen Einspielungen und Produktionen mit Instrumentalmusikern. Das bedeutet, dass einige Titel auf den ersten paar CDs die einzigen existierenden Beispiele für die Arbeit bestimmter Musiker in diesen Aufnahmejahren sind.
2025 erschien auf Mosaic Records die 11-CD-Edition Classic V-Disc Small Group Jazz Sessions. CD 1 beginnt mit dem Trompeter William Geary „Bunk“ Johnson. Zu den weiteren, in der edition präsentierten Musikern gehören die Trompeter und Kornettisten Louis Armstrong, Hot Lips Page, Muggsy Spanier, Yank Lawson, Joe Thomas, Roy Eldridge, Billy Butterfield, Bobby Hackett, Sonny Berman, Al Killian, Charlie Shavers, Wild Bill Davison und Clark Terry. Zu den Saxophonisten gehören Sidney Bechet, Boomie Richman, Bud Freeman, Charlie Ventura, Herbie Fields, Georgie Auld, Flip Phillips, Don Byas, Ben Webster und Al Sears. Zu den Klarinettisten zählen George Lewis, Brad Gowans, Hank D’Amico, Buddy DeFranco, Ernie Caceres, Pee Wee Russell, Buster Bailey, Peanuts Hucko, Aaron Sachs und Stan Hasselgard. Zu den Posaunisten, die die Kriegsanstrengungen unterstützten, gehörten Jim Robinson, Vic Dickenson, Miff Mole, Vernon Brown, Trummy Young, Bill Harris, Lou McGarity und Jack Teagarden.
Die Liste der Pianisten wird angeführt von James P. Johnson, gefolgt von Art Tatum, Teddy Wilson, Fats Waller, Nat „King“ Cole, Jess Stacy, Johnny Guarnieri, Marty Napoleon und Joe Bushkin, Hazel Scott, Teddy Wilson, Arnold Ross, Dodo Marmarosa, Ralph Burns, Barbara Carroll, Clyde Hart, Meade Lux Lewis, Lou Stein, André Previn und Lennie Tristano. Zu den Gitarristen zählen Herb Ellis, Mundell Lowe, Oscar Moore, Irving Ashby, Al Viola, Arvin Garrison, Billy Bauer, Chuck Wayne und Remo Palmieri. Zu den Bassisten gehören Alcide  Pavageau, Bob Haggart, John Kirby, Trigger Alpert, Jack Lesberg, Sid Weiss, Johnny Miller, Red Callender, Chubby Jackson und Slam Stewart, zu den Schlagzeugern Cozy Cole, Jimmy Crawford, Specs Powell, George Wettling, Ray McKinley, Kansas Fields, Gene Krupa, Sid Catlett, Dave Tough, Lee Young und Buddy Rich. Zu den Vibraphonisten gehören Marjorie Hyams und Red Norvo, ferner die Bandleader Bob Crosby und Eddie Condon, zu den Vokalisten zählen Jimmy Rushing, Connee Boswell, Mildred Bailey, Jo Stafford, Martha Tilton, Betty Roche und Ella Fitzgerald.

## Galerie

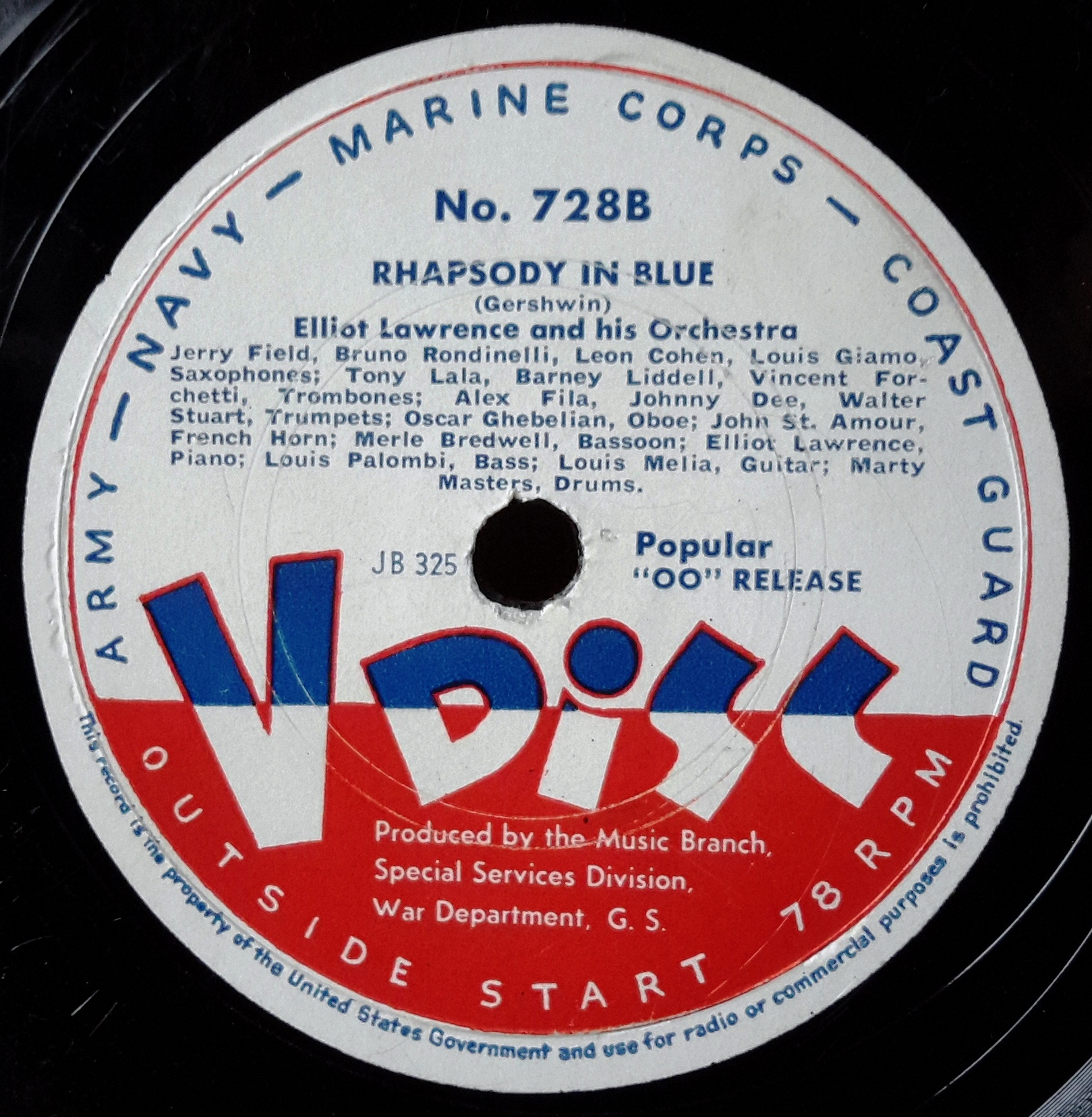
Spezielle V-Disc-Version der Rhapsody in Blue
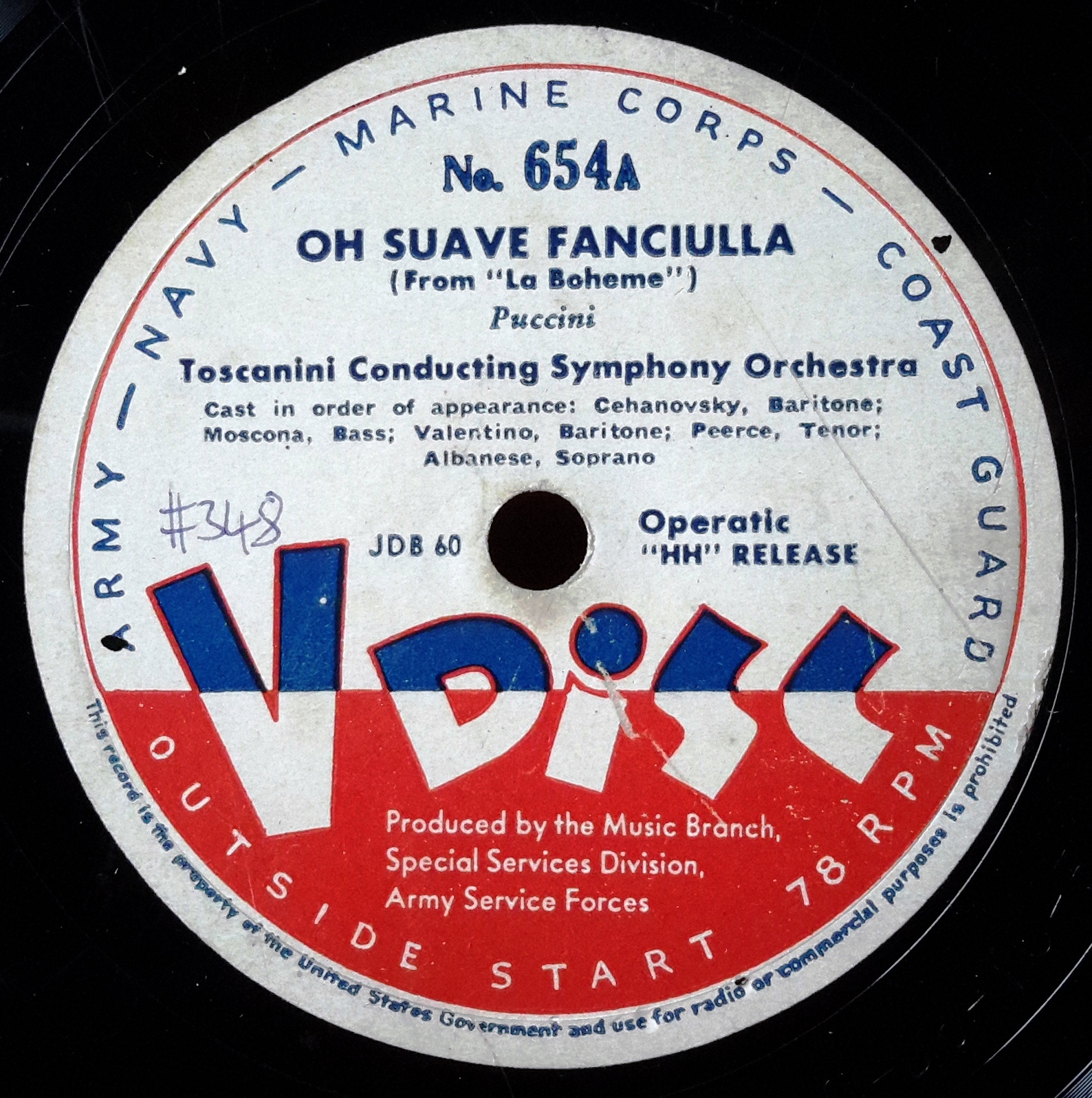
Mitschnitt Rundfunk-Opernkonzert unter Arturo Toscanini
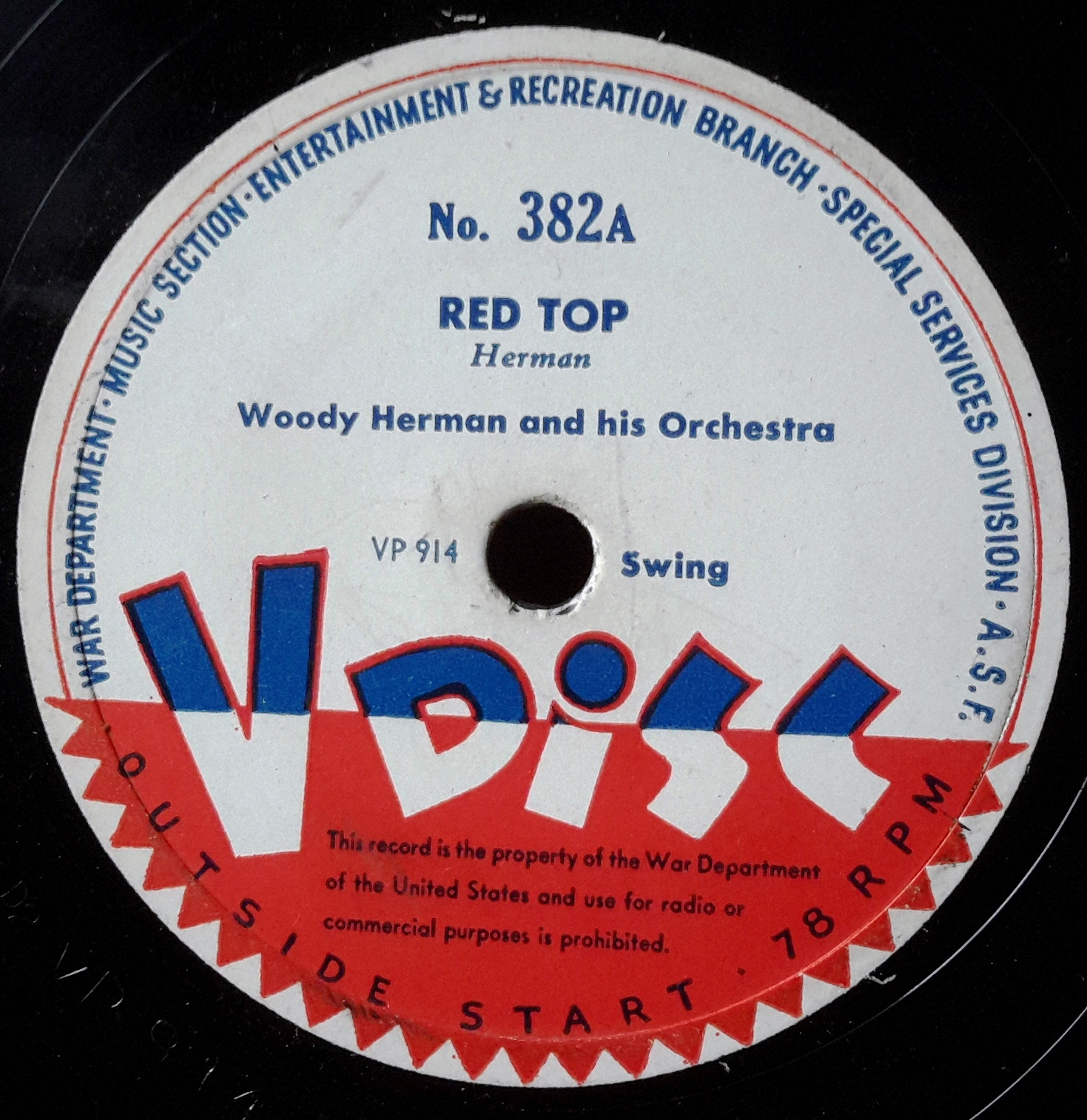
V-Disc-Aufnahme der Jazz Band von Woody Herman